# Noël Moukila
Noël Moukila (ur. 25 grudnia 1977 w Brazzaville) – kongijski piłkarz występujący na pozycji napastnika.
W swojej karierze rozegrał 71 spotkań i zdobył 16 bramek w trzeciej lidze francuskiej.
W reprezentacji Konga wystąpił dwa razy. Zadebiutował w niej 25 marca 2007 w zremisowanym 0:0 meczu el. do PNA 2008 z Zambią, a po raz drugi zagrał 17 czerwca 2007 w zremisowanym 1:1 pojedynku tych samych eliminacji z Południową Afryką.